# Момче
Момчето е човек от мъжки пол в периода от раждането, през детството и юношеството до достигане на зряла възраст, когато той се превръща в мъж. Терминът също може да се използва за означаване на млад мъж, и често се използва като синоним на син. Терминът момче се използва предимно за да покаже биологични полови различия, културно-полови роли или и двете.

## Етимология
Произходът на думата в различни езици има значението на „слуга“ (на английски), „млад мъж“ (на фризийски) и др. Въпреки че етимологията е неясна, вероятният произход е англо-фризийското bō-ja („малък брат“), протоиндоевропейското bhā-, bhāt („брат“, „баща“).
На български и на английски език, думите младеж, тийнейджър и юноша може да се отнасят както за момче, така и за момиче. Тези думи указват междинния етап между момче и мъж.

## Статистика
В световен мащаб се раждат малко повече момчета, отколкото момичета.
В САЩ това съотношение е около 105 момчета, родени на всеки 100 момичета.
В България, в периода 2010 – 2022 г. вкл., съотношението е почти 106 момчета, родени на всеки 100 момичета:
| Година | Момчета ♂️ | Момичета ♀️ |
| 2010   | 39167      | 36938       |
| 2011   | 36806      | 34596       |
| 2012   | 35976      | 33702       |
| 2013   | 34311      | 32750       |
| 2014   | 35006      | 33077       |
| 2015   | 34307      | 32063       |
| 2016   | 33612      | 31834       |
| 2017   | 33005      | 31354       |
| 2018   | 32346      | 30230       |
| 2019   | 31673      | 30209       |
| 2020   | 30544      | 28896       |
| 2021   | 30273      | 28796       |
| 2022   | 29104      | 27813       |

## Пубертет
През време на пубертета телата на момчетата са подложени постепенно на физически промени, докато тялото на детето премине в тяло на възрастен, способен за полово размножаване. Пубертетът се инициира чрез хормонални сигнали от мозъка към половите жлези. В отговор на тези сигнали, половите жлези произвеждат хормони, които стимулират либидото, растежа на тялото, трансформират мозъка и половите органи. Момчетата, за разлика от момичетата, натрупват повече и по-лесно мускулна маса, имат различен строеж на скелета, по-голяма плътност на костите и по-голям брой червени кръвни телца, които снабдяват организма с кислород.
През първата половина на пубертета тялото нараства на височина и тегло, а през втората се развиват репродуктивните органи. Пубертетът е процес, който обикновено отнема между 10 и 16 години, но тази продължителност може да варира значително при различните момчета.

## Момчета в изкуството
Персонажът момче е често срещан в митологията и изкуствата. Сред най-популярните е Купидон – млад бог на любовта, който „заразява“ с любов улучените от неговите стрели. Обикновено се изобразява като голи момченца.
В религиозното изкуство преобладават възрастните хора, с изключение на стереотипи като Младенеца или ангели, които могат да играят ролята на християнизирани Купидони.
В детските книги на английския фолклор, елфите често са представяни като пакостливи малки момчета.
В портретното изкуство, в исторически план, поръчителите са възрастни хора, което определя и рядко изобразяваните момчета. В богатите семейства, момчетата, и по-специално наследниците, намират място като важни за отразяване на социалното положение, с оглед на бъдещ брак. Други стереотипни сцени, освен семейните, са на игра, позиционирани в уютен дом или на починало дете.
В част от деликатно изобразявани образи на момчета може да се открие хомосексуално-еротичен вкус, какъвто се приписва на Караваджо и Henry Scott Tuke, макар пазара около 1900 г. да не ги цени.
В музиката, момчешките гласове сопрано (фалцет) са най-търсените, особено на места, където женското присъствие се считат за неподходящо – в църквата и театрални представление. За задържането на тези гласове, против естествената мутация на гласа, в продължение на векове се предприемали драстични мерки. Превърнало се в практика хирургически да бъде прекъсван хормоналния диск на мъжествеността, като така получените кастрирани певци намирали изява главно в оперните стилове, съчетавайки едновременно опита на възрастта и музикалния регистър на требъла. Един от най-известните кастрати е Фаринели.